# Початкова школа

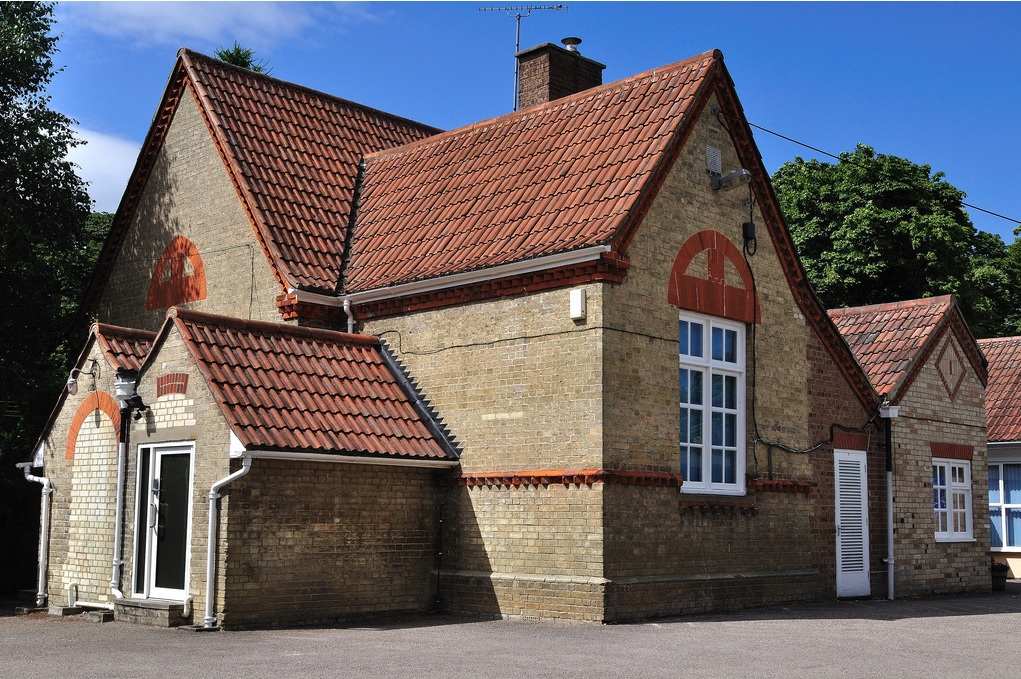
Маленька початкова школа в Норфолку, Англія

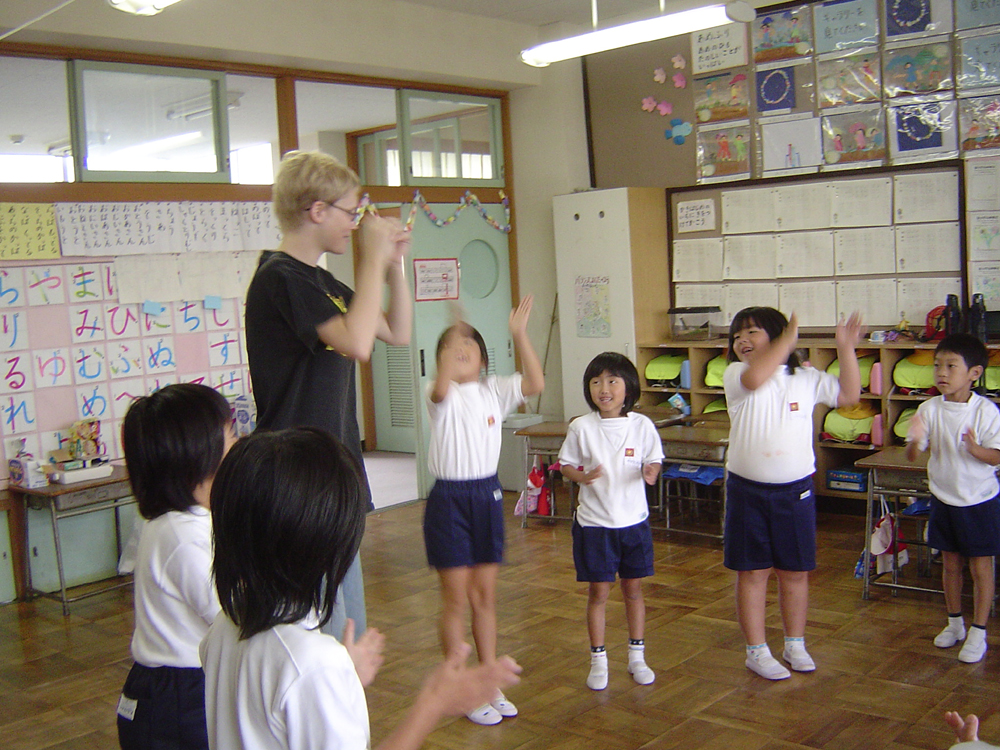
Shōgakkō або урок у початковій школі в Японії

Початкова школа — загальноосвітній навчально-виховний заклад для дітей, що дає початкову освіту — елементарні знання з рідної мови (вміння читати й писати), математики, а також про природу й суспільство; перший ступінь обов'язкової загальної освіти. Вік дітей, які вступають до початкової школи, й строки навчання в різних країнах неоднакові. Тривалість навчання в початковій школі коливається від 2 до 6 років, але зазвичай становить 3—4 роки, а навчання розпочинається у віці від 6 до 8 років.